# Anna Milder-Hauptmann
Pauline Anna Milder-Hauptmann (ur. 13 grudnia 1785 w Konstantynopolu, zm. 29 maja 1838 w Berlinie) – austriacka śpiewaczka, sopran.

## Życiorys
Była córką austriackiego dyplomaty. Po powrocie z rodziną do Wiednia została dostrzeżona przez Emanuela Schikanedera, za radą którego podjęła studia wokalne u Giuseppe Tomasellego i Antonia Salieriego. Zadebiutowała w 1803 roku rolą Junony w Der Spiegel von Arkadien Franza Xavera Süssmayra. W 1805 roku Ludwig van Beethoven powierzył jej tytułową rolę w prapremierowym przedstawieniu Fidelia. Z powodzeniem występowała także w operach Christopha Willibalda Glucka. W 1812 roku wyjechała do Berlina, gdzie została solistką Königlische Hofoper, opuściła jednak miasto w 1829 roku na skutek konfliktu z Gaspare Spontinim. W kolejnych latach występowała gościnnie w Rosji, Szwecji i Danii. W 1836 roku zakończyła karierę sceniczną.